# Латишево
Ла́тишево (рос. Латышево, чув. Лачкасси) — присілок у складі Янтіковського району Чувашії, Росія. Входить до складу Турмиське сільського поселення.
Населення — 126 осіб (2010; 165 у 2002).
Національний склад:
- чуваші — 96 %